# (10300) Tanakadate
(10300) Tanakadate (1989 EG1) – planetoida z pasa głównego asteroid okrążająca Słońce w ciągu 3,33 lat w średniej odległości 2,23 j.a. Odkryta 6 marca 1989 roku.